# Liste des rues de Molenbeek-Saint-Jean
Ci-dessous, la liste des rues de Molenbeek-Saint-Jean, commune belge située en région bruxelloise.

## A
- rue de l'Accord
- rue Anglaise
- rue des Ateliers
- rue de l'Aubade
- rue de l'Avenir

## B
- avenue Joseph Baeck
- rue de la Belle au Bois Dormant
- rue des Béguines
- avenue Édouard Bénès
- rue de Birmingham (aussi Anderlecht)
- rue Bonnevie
- rue de la Borne
- avenue Brigade Piron
- rue Fernand Brunfaut

## C
- rue Cail et Halot
- rue de la Campine
- avenue Edmond Candries
- rue du Caprice
- rue de la Carpe
- rue du Cinéma
- rue de la Colonne
- rue du Comte de Flandre
- rue de Courtrai

## D
- rue Darimon
- rue Jean-Baptiste Decock
- rue Delaunoy
- rue Jules Delhaize
- rue des Déménageurs
- rue de Dilbeek (aussi Anderlecht)
- rue Nicolas Doyen (aussi Anderlecht)
- rue Dubois-Thorn
- place de la Duchesse de Brabant
- rue Duydelle

## E
- rue de l'École
- rue de l'Éléphant
- place des Étangs Noirs
- rue des Étangs Noirs
- rue de l'Escaut

## F
- rue du Facteur
- rue Fin
- rue de la Flûte Enchantée
- rue de la Fonderie
- rue de la Fraîcheur
- rue des Fuchsias

## G
- chaussée de Gand
- rue Mahatma Gandhi
- rue Edmond de Grimberghe
- rue de Groeninghe
- rue Fick Guidon

## H
- avenue Jean de la Hoese
- parc Houwaert

## I
- rue de l'Indépendance
- rue de l'Intendant

## J
- boulevard du Jubilé
- rue Jennart

## K
- avenue du Karreveld
- rue du Korenbeek

## L
- rue Joseph Lemaire
- boulevard Léopold II
- rue de Lessines
- avenue de la Liberté

## M
- boulevard Edmond Machtens
- quai de Mariemont
- rue de la Mélopée
- rue de Menin
- boulevard Louis Mettewie
- place de la Minoterie
- avenue des Myrtes
- rue du Mexico

## N
- chaussée de Ninove
- rue du Niveau

## O
- rue des Osiers
- rue d'Osseghem
- rue d'Ostende

## P
- rue du Paruck
- rue de la Perle
- rue Martin Pfeiffer
- rue Picard
- rue Piers
- rue Potaerdegat
- rue du Prado
- rue du Presbytère
- rue de la Princesse
- rue de la Prospérité

## Q
- rue des Quatre-Vents

## R
- rue Ransfort
- avenue Carl Requette
- rue Ribaucourt
- rue du Ruisseau

## S
- place Sainctelette
- parvis Saint-Jean-Baptiste
- rue Saint-Martin
- rue de la Savonnerie
- parc du Scheutbos
- avenue François Sebrechts
- avenue Seghers
- rue de la Semence
- rue du Serpolet
- rue du Sonnet

## T
- rue Tazieaux
- rue Isidoor Teirlinck
- avenue du Thym

## V
- rue Vandenboogaerde
- rue Alphonse Vandenpeerenboom
- rue Vanderdussen
- rue Albert Vanderkindere
- rue Henri Vandermaelen
- rue Van Kalck
- rue Van Malder
- rue Van Meyel
- rue Van Soust
- rue Jean Verbiest
- rue Verrept-Dekeyser
- place Voltaire

## Z
- rue Michel Zwaab

- Haut – A
- B
- C
- D
- E
- F
- G
- H
- I
- J
- K
- L
- M
- N
- O
- P
- Q
- R
- S
- T
- U
- V
- W
- X
- Y
- Z